# (2290) Helffrich
(2290) Helffrich est un astéroïde de la ceinture principale découvert le 14 février 1932 par l'astronome allemand Karl Wilhelm Reinmuth. Le lieu de découverte est Heidelberg (024). Sa désignation provisoire était 1932 CD1.
Sa distance minimale d'intersection de l'orbite terrestre est de 1,40429 ua.